# Парламентские выборы на Багамских Островах (2012)
Парламентские выборы на Багамских Островах прошли 7 мая 2012 года. В результате победу одержало оппозиционное Прогрессивная либеральная партия под руководством Перри Кристи, который получил пост премьер-министра.

## Контекст выборов
На предыдущих выборах 2007 года Свободное национальное движение одержало победу над правящей Прогрессивной либеральной партией на фоне скандала со статусом модели и телеведущей Анны Николь Смит из-за обвинения тогдашнего министра иммиграции в ускоренном процессе решения её заявления о виде на жительство на Багамских Островах

## Результаты
После убедительной победы ПЛП, получившей 29 из 38 мест, её лидер Перри Кристи 8 мая стал премьер-министром. Лидер СНД Хьюберт Ингрэм заявил об уходе из политики после 35 лет парламентской работы в течение которых его партия 7 раз побеждала на выборах.
| Партия                                                    | Голоса  | %     | Места | +/- |
| --------------------------------------------------------- | ------- | ----- | ----- | --- |
| Прогрессивная либеральная партия                          | 75 815  | 48,62 | 29    | +10 |
| Свободное национальное движение                           | 65 633  | 42,09 | 9     | -12 |
| Демократический национальный альянс                       | 13 225  | 8,48  | 0     | -1  |
| Конституционная партия Багам                              | 96      | 0,06  | 0     | 0   |
| Независимые                                               | 1177    | 0,75  | 0     | 0   |
| Недействительных/пустых бюллетеней                        |         | -     | -     | -   |
| Всего                                                     | 155 946 | 100   | 38    | -3  |
| Зарегистрированных избирателей / Явка                     | 181 543 | 88,36 | -     | -   |
| Источник: Архивная копия от 5 мая 2017 на Wayback Machine |         |       |       |     |